# Sân bay Binga
Sân bay Binga (ICAO: FZGE) là một sân bay ở Binga, Cộng hòa Dân chủ Congo.